# Chrétiens démocrates (Danemark)
Les Chrétiens démocrates (en danois : Kristendemokraterne) est un parti politique danois membre du Parti populaire européen. Actuellement, il n'est plus représenté au Parlement.

## Histoire
Le parti a été créé en 1970 sous le nom de Parti chrétien populaire afin de s'opposer à la libéralisation de la pornographie et à la légalisation de l'avortement. Depuis sa création, le parti a bénéficié d'une présence intermittente au Parlement du Danemark, remportant rarement beaucoup plus que le minimum de deux pour cent requis pour obtenir des sièges dans le cadre du système danois de représentation proportionnelle, et tombant fréquemment en dessous du seuil, comme cela s'est produit à chaque élection à partir des élections législatives de 2005. Malgré sa petite taille, le parti a servi dans un certain nombre de gouvernements de coalition. De 1982 à 1988, il a été en coalition avec le Parti libéral, le Parti populaire conservateur et les Démocrates du centre; de 1993 à 1994, il a été au gouvernement avec les Sociaux-démocrates, les Sociaux-libéraux et les Démocrates du centre.
De 2002 à 2005, le parti est dirigé par Marianne Karlsmose. En 2003, le parti prend son nom actuel de Démocrates-chrétiens. En octobre 2005, le parti élit Bodil Kornbek comme nouveau président. Sa tentative d'introduire un profil de centre-gauche plus laïque a eu un certain succès au début, mais le parti n'a une fois de plus pas réussi à remporter de sièges aux élections de 2007. En octobre 2008, Kornbek est remplacé par Bjarne Hartung Kirkegaard de l'aile plus conservatrice et religieuse du parti.
En 2010, les démocrates-chrétiens ont retrouvé une représentation parlementaire lorsque le député indépendant, anciennement conservateur Per Ørum Jørgensen a rejoint le parti. Il en devient le président une année plus tard. Comme il n'était pas connu auparavant pour avoir exprimé des opinions basées sur le christianisme, cela a une fois de plus adouci le caractère religieux du parti.
Le 30 juin 2011, les Chrétiens démocrates annoncent une collaboration avec Fælleslisten, un parti monothématique qui lutte pour la décentralisation, notamment en matière de politique de santé, avec un certain succès aux élections régionales et locales. Les candidats des deux partis figurent sur une liste commune lors des élections législatives danoises de 2011. Les chrétiens-démocrates avaient eux-mêmes adopté une position quelque peu régionaliste à un moment où Fælleslisten avait fait un bond dans les sondages d'opinion. Cette coalition échoue toutefois pas à dépasser le seuil de 2% des voix nécessaire pour obtenir des élus au Parlement.
En septembre 2012, Per Ørum Jørgensen démissionne et quitte ensuite le parti pour former un nouveau parti appelé le Parti démocratique. Egon Jakobsen est nommé président par intérim, et le 27 octobre 2012, l'ancien vice-président Stig Grenov est élu nouveau président.
En avril 2021, le parti retrouve une représentation parlementaire quand le député Jens Rohde, élu sous les couleurs de Radikale Venstre en 2019, annonce rejoindre ses rangs. Il quitte le parti en août 2022.

## Résultats électoraux

### Élections au Folketing
| Année | %   | Sièges  | Opposition                                            |
| ----- | --- | ------- | ----------------------------------------------------- |
| 1971  | 1,9 | 0 / 179 | Opposition                                            |
| 1973  | 4,0 | 7 / 179 | Opposition                                            |
| 1975  | 5,3 | 9 / 179 | Opposition                                            |
| 1977  | 3,4 | 6 / 179 | Opposition                                            |
| 1979  | 2,6 | 5 / 179 | Opposition                                            |
| 1981  | 2,3 | 4 / 179 | Opposition (1981-1982), Schlüter I (1982-1984)        |
| 1984  | 2,7 | 5 / 179 | Schlüter I (1984-1987)                                |
| 1987  | 2,4 | 4 / 179 | Schlüter II                                           |
| 1988  | 2,0 | 4 / 179 | Opposition                                            |
| 1990  | 2,3 | 4 / 179 | Opposition (1990-1993), Nyrup Rasmussen I (1993-1994) |
| 1994  | 1,9 | 0 / 179 | Opposition extra-parlementaire                        |
| 1998  | 2,5 | 4 / 179 |                                                       |
| 2001  | 2,3 | 4 / 179 | Opposition                                            |
| 2005  | 1,7 | 0 / 179 | Opposition extra-parlementaire                        |
| 2007  | 0,9 | 0 / 179 | Opposition extra-parlementaire                        |
| 2011  | 0,8 | 0 / 179 | Opposition extra-parlementaire                        |
| 2015  | 0,8 | 0 / 179 | Opposition extra-parlementaire                        |
| 2019  | 1,7 | 0 / 179 | Opposition extra-parlementaire                        |
| 2022  | 0,5 | 0 / 179 |                                                       |

### Élections municipales
| Année | Sièges    |
| ----- | --------- |
| 1993  | 32 / 4703 |
| 1997  | 30 / 4685 |
| 2001  | 31 / 4647 |
| 2005  | 15 / 2522 |
| 2009  | 6 / 2468  |
| 2013  | 6 / 2444  |
| 2017  | 9 / 2432  |
| 2021  | 12 / 2436 |

### Élections régionales
| Année | Sièges  |
| ----- | ------- |
| 2001  | 4 / 374 |
| 2005  | 2 / 205 |
| 2009  | 0 / 205 |
| 2013  | 0 / 205 |
| 2017  | 1 / 205 |
| 2021  | 1 / 205 |

### Élections européennes
| Année | %   | Sièges |
| ----- | --- | ------ |
| 1984  | 2,7 | 0 / 16 |
| 1989  | 2,7 | 0 / 16 |
| 1994  | 1,1 | 0 / 16 |
| 1999  | 2,0 | 0 / 16 |
| 2004  | 1,3 | 0 / 14 |

## Liste des présidents du parti
- Jacob Christensen : 1970-1973
- Jens Møller : 1973-1979
- Flemming Kofod-Svendsen : 1979-1990
- Jann Sjursen : 1990-2002
- Marianne Karlsmose : 2002-2005
- Bodil Kornbek : 2005-2008
- Bjarne Hartung Kirkegaard : 2008-2011
- Per Ørum Jørgensen : 2011-2012
- Egon Jakobsen : 2012 (par intérim)
- Stig Grenov : 2012-2019
- Isabella Arendt: 2019-2022
- Marianne Karlsmose : 2022
- Henrik Hjortshøj et Jesper Housgaard : 2022-2023 (par intérim)
- Jeppe Hedaa : depuis 2023